# Levinus Lemnius

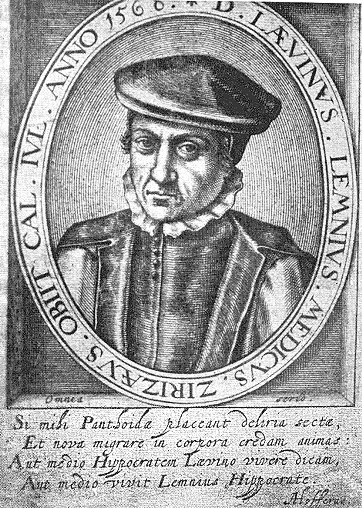
Levinus Lemnius

Levinus Lemnius (20 mai 1505-1er juillet 1568) est un médecin et astrologue catholique néerlandais. Son livre, Occulta naturae miracula (Les Miracles cachés de la nature) est un compendium sur les phénomènes secrets : prodiges de la nature, croyances populaires, traditions sur les simples voulant prouver que « dans les plus petites œuvres de la nature Dieu brille. » Autres dénominations : Lenneus, Lennius, Lemmens, Livinus of Lieven, Levino Lemnio.

## Biographie
Levinus Lemnius est né à Zierikzee. Il étudie la médecine à Louvain, sous l'autorité de Vésale. Après le décès de son épouse, il devient prêtre.

### Œuvres
- Occulta naturae miracula (Anvers, 1559) (Édition latine de 1567 en ligne.) Compendium de phénomènes occultes, de prodiges de la nature, de croyances populaires. Trad. : Les occultes merveilles et secrets de nature (1574) en ligne.
- De habitu et constitutione corporis (1561, Anvers).World Cat

### Études
- William Eamon, Science and The Secrets of Nature, Princeton University Press, 1996, p. 274-276.
- Edwin S. Morby, « Levinus Lemnius and Leo Suabius in La Dorotea », Hispanic Review, vol. 20, no 2 (avril 1952), p. 108-122.
- C. F. Otten, “Hamlet” and The Secret Miracle of Nature. Relation between Shakespeare's play and 16th-century work by Levinus Lemnius", Notes and Queries, March 01 1994, Oxford University Press.